# کیک برفی
کیک برفی (به انگلیسی: Snow Cake) فیلمی محصول سال ۲۰۰۶ و به کارگردانی مارک اونس است. در این فیلم بازیگرانی همچون آلن ریکمن، سیگورنی ویور، کری-ان ماس، امیلی همپشر، کلوم کیت رنی، جیمز آلودی، جین ایستوود و سلینا کادل ایفای نقش کرده‌اند.